# Distretto di Butambala
Il distretto di Butambala è un distretto dell'Uganda, situato nella Regione centrale.